# گومی (خواننده)
این یک نام کره‌ای است؛ نام خانوادگی پارک است.
پارک جی یئون (زاده ۸ آوریل ۱۹۸۱) که با نام هنری‌اش، گومی شناخته می‌شود، خواننده‌ای اهل سئول، کره جنوبی است. او فعالیتش را از سال ۲۰۰۳ آغاز کرده و تا اکنون ادامه دارد.
او در سال ۲۰۱۸ با جو جونگ سوک (بازیگر) ازدواج کرده‌است. آنهاصاحب یک فرزند هستند.